# Nelson Carmichael
Pour les articles homonymes, voir Carmichael.
Nelson Carmichael, né le 19 novembre 1965 à Columbus (Ohio), est un skieur acrobatique américain spécialisé dans les épreuves de bosses.

## Biographie
Au cours de sa carrière, il a notamment remporté une médaille de bronze lors des Jeux olympiques d'hiver de 1992 à Albertville (France). 

## Palmarès

### Ski acrobatique
| Édition/Discipline | Bosses |
| ------------------ | ------ |
| JO 1992            | Bronze |

### Championnats du monde
| Édition/Discipline | Bosses |
| ------------------ | ------ |
| Mondiaux 1986      | 6e     |
| Mondiaux 1989      | 7e     |
| Mondiaux 1991      | 9e     |

### Coupe du monde
- Meilleur classement au général : 6e en 1989.
- 2 petits globe de cristal :
  - Vainqueur du classement bosses en 1988 et 1989.
- 31 podiums dont 12 victoires.